# Shock Corridor
Pour plus de détails, voir Fiche technique et Distribution.
Shock Corridor est un film américain réalisé par Samuel Fuller, sorti en 1963.

## Synopsis
Johnny Barett, journaliste ambitieux qui souhaite gagner le Prix Pulitzer, projette de s'immerger dans un asile psychiatrique pour démasquer l'auteur d'un meurtre qui s'y est déroulé. Préparé par un psychiatre, ancien spécialiste de la guerre psychologique, et avec la complicité réticente de sa compagne Cathy, stripteaseuse, qui se fait passer pour sa sœur victime de ses tendances incestueuses, il se fait arrêter puis interner tout en continuant à simuler des troubles mentaux.
Dans le couloir central de l'établissement, la « rue » où se côtoient tous les patients, il lui faut affronter et composer avec les névroses et psychoses des aliénés pour découvrir la vérité. Alors que son enquête avance, le traitement aux électrochocs, sa simulation continuelle de la maladie et l'environnement dans lequel il évolue commencent à générer chez lui un état de confusion mentale qu'il peut de moins en moins maîtriser.

## Fiche technique
- Titre : Shock Corridor
- Titre original : Shock Corridor
- Réalisation : Samuel Fuller
- Scénario : Samuel Fuller
- Production : Sam Firks, Leon Fromkess, Samuel Fuller
- Musique : Paul Dunlap
- Photographie : Stanley Cortez et Samuel Fuller (scènes hallucinatoires)
- Direction artistique : Eugène Lourié
- Montage : Jerome Thoms
- Pays de production :  États-Unis
- Langue originale : anglais
- Format : noir et blanc avec quelques séquences en couleurs - 1,85:1 - 35 mm - mono
- Genre : Film dramatique, Film noir
- Durée : 101 minutes
- Date de sortie : 1963
- Film interdit aux moins de 12 ans lors de sa sortie en France

## Distribution

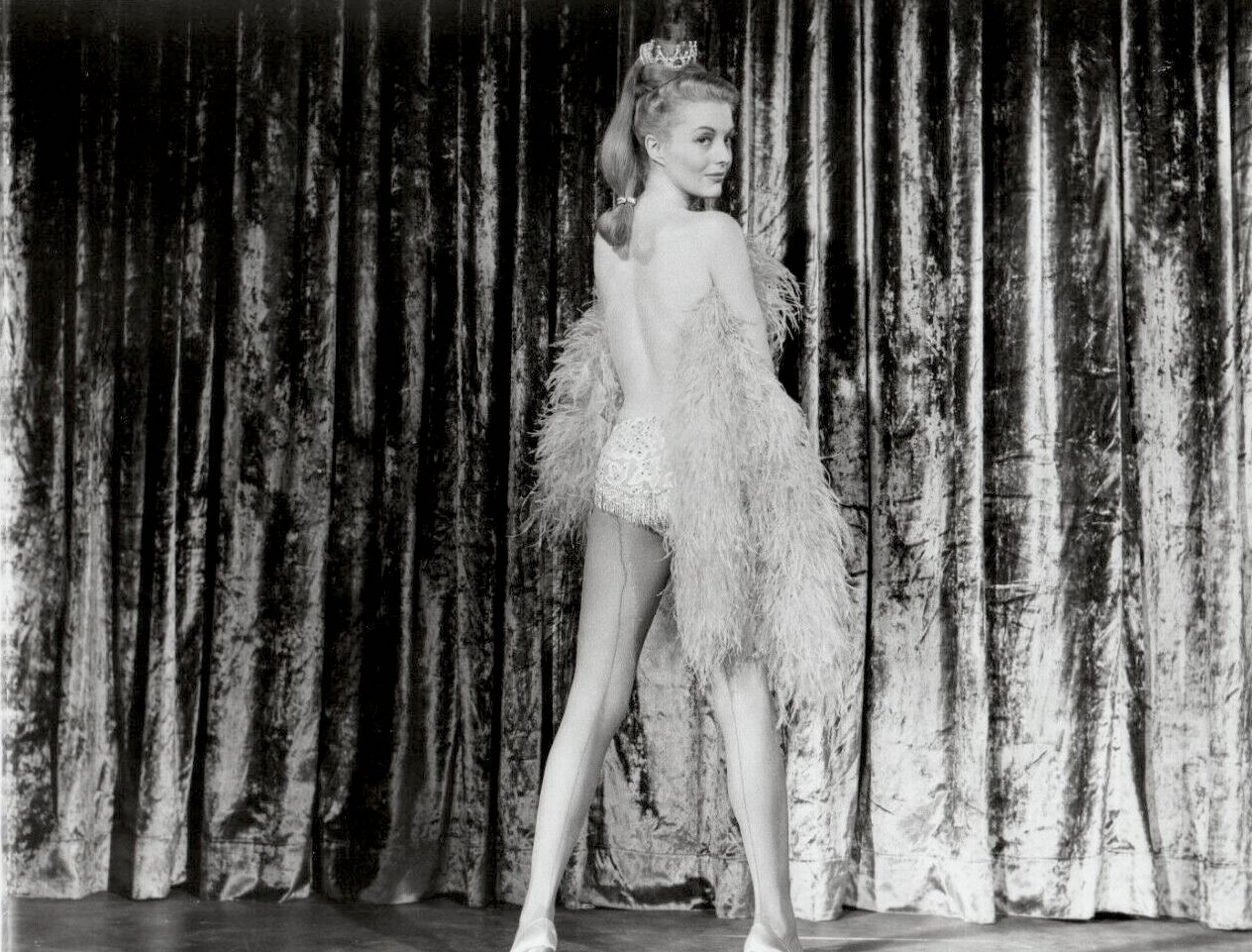
Photographie promotionnelle avec Constance Towers

- Peter Breck : Johnny Barett
- Constance Towers : Cathy
- Gene Evans : Boden
- James Best : Stuart
- Hari Rhodes : Trent
- Larry Tucker : Pagliacci
- Paul Dubov : Dr. Menkin
- Chuck Roberson : Wilkes
- Bill Zuckert : "Swanee" Swanson
- Philip Ahn : Dr. Fong

## Production
Le tournage a duré seulement une dizaine de jours. Une des dernières scènes du film est celle où Barett, victime d'hallucinations, voit la pluie d'un violent orage inonder le couloir et la foudre le frapper. Cette séquence apocalyptique impliquait la destruction des décors. C'était aussi pour Fuller un moyen de s'assurer qu'on ne lui ferait pas retourner quelques scènes pour modifier son film[réf. souhaitée].